# Кубок України з футболу серед жінок 2002
Кубок України з футболу серед жінок 2001 — 10-й розіграш Кубка України серед жінок. Турнір складався з одного фінального матчу між переможцем цього сезону, чернігівською «Легендою» та срібним призером «Харків'янкою». Основний час матчу завершився внічию з рахунком 4:4, а за підсумками додаткових 30 хвилин перемогу з рахунком 7:4 одержала «Легенда», яка вдруге у своїй історії здобула національний Кубок.

## Учасники
Клуби Вищої ліги:
- «Легенда» (Чернігів)
- «Харків'янка» (Харків)

## Досягнення команд у попередніх розіграшах Кубка України
| Команда              | Попередні виходи у фінал (виділені перемоги) |
| -------------------- | -------------------------------------------- |
| «Легенда» (Чернігів) | 3 (1998, 1999, 2001)                         |
| «Харків'янка»        | 0                                            |

## Фінал
| 30 жовтня 2002 14:00 |

| «Легенда» (Чернігів)                                                         | 7:4 (дч) | «Харків'янка» (Харків)                       |
| ---------------------------------------------------------------------------- | -------- | -------------------------------------------- |
| Апанащенко 11', 27', 92' Корнієвець 55' Жданова 88' Лемешко 111' Титова 119' | Протокол | 7', 50', 63' 94', 98' Михайленко · 37' Пекур |

| ЦСКА, Київ Глядачів: 300 Арбітр: Вікторія Стеценко |

| «Легенда»:    |                   |         |
|               |                   |         |
| ВР            | Ірина Зварич      |         |
| ЗХ            | Вікторія Крилова  |         |
| ЗХ            | Тетяна Нестерчук  | 25'     |
| ЗХ            | Наталія Жданова   |         |
| ЗХ            | Оксана Пожарська  |         |
| ПЗ            | Людмила Лемешко   |         |
| ПЗ            | Віра Дятел        |         |
| НП            | Вікторія Новікова | 32'     |
| НП            | Тетяна Чуланова   | 64'     |
| НП            | Алла Лишафай      |         |
| НП            | Дарина Апанащенко |         |
| Заміни:       |                   |         |
| ВР            | Надія Баранова    |         |
| ПЗ            | Ольга Сєрова      |         |
| ПЗ            | Дарія Мільчевська | 25' 75' |
| ПЗ            | Ірина Бондаренко  | 64'     |
| ПЗ            | Наталія Панасюк   | 75'     |
| ПЗ            | Юлія Титова       | 96'     |
| НП            | Юлія Корнієвець   | 32' 96' |
| Тренер:       |                   |         |
| Микола Литвин |                   |         |

| «Харків'янка»: |                     |     |
|                |                     |     |
| ВР             | Валентина Рябіченко |     |
| ЗХ             | Світлана Стасюк     |     |
| ЗХ             | Юлія Коваленко      |     |
| ЗХ             | Тетяна Ознобіхіна   |     |
| ПЗ             | Вікторія Бажан      |     |
| ПЗ             | Ольга Астаф'єва     | 62' |
| ПЗ             | Наталія Сухорукова  |     |
| ПЗ             | Наталія Кривопишина |     |
| ПЗ             | Людмила Пекур       |     |
| ПЗ             | Наталія Ігнатович   |     |
| НП             | Галина Михайленко   |     |
| Заміни:        |                     |     |
| ЗХ             | Олена Беляєва       | 62' |
| ПЗ             | Таісїя Нестеренко   |     |
| ПЗ             | Світлана Нежуріна   |     |
| ПЗ             | Тетяна Попова       |     |
| ПЗ             | Олена Головко       |     |
| ПЗ             | Олеся Сава          |     |
| НП             | Ганна Мозольська    |     |

| Володар Кубка України 2002     |
| ------------------------------ |
|                                |
| «Легенда» (Чернігів) 2-й титул |